# Partido de Rojas
Rojas es uno de los 135 partidos de la provincia argentina de Buenos Aires. Está ubicado en el noroeste de la provincia. Fue fundado por Diego Trillo el 20 de diciembre de 1777 y su cabecera es la ciudad de Rojas. Forma parte de la Segunda Sección Electoral de la Provincia de Buenos Aires.

## Introducción
Ubicada a 221 km de Buenos Aires, el Partido de Rojas es un distrito administrativo de la provincia de Buenos Aires; la ciudad homónima es la cabecera del partido, y está asentada en medio de una de las regiones agrícola-ganaderas más ricas del mundo, ideal para el cultivo de soja, maíz, trigo y girasol.
El Partido limita al norte con Colón, al noreste con Pergamino, al este con Salto, al sudeste con Chacabuco, al sudoeste con Junín y al oeste con General Arenales.

## Historia
- 1777 - Pocos meses después de la creación del Virreinato del Río de la Plata, es creado un fortín en el paraje conocido como "La Horqueta de Rojas", en el ángulo oeste de la confluencia del río Rojas y su afluente el "Arroyo Saladillo de la Vuelta". Por orden del virrey Ceballos, el sargento mayor Diego Trillo construye el fortín tomándose como fecha fundacional el 20 de diciembre de ese año.

Ese emplazamiento es levantado en 1780 para su relocalización en el que sería asentamiento definitivo de la ciudad, zona de la actual Escuela N.º 1, bajo el nombre de Faustino Sarmiento.
- 1801 - Rojas es mencionado como Partido, de acuerdo a la documentación de la época.
- 1821 - Al efectuarse la división judicial pasa a formar parte del tercer departamento de campaña.
- Enero de 1822 - Primer Juez actante.
- 1855 - Se practican las elecciones para designar las autoridades municipales.
- 1861 - Se desarrollan importantes sucesos del proceso de reorganización nacional. Al estallar la guerra entre la provincia de Buenos Aires y el resto de la Confederación, Rojas fue convertido en Cuartel General del Ejército, y desde allí parten las fuerzas que lucharon en la célebre Batalla de Pavón.
- 1862 - Trazado urbano, dando forma ordenada a una población que por entonces apenas excedía los 1000 hab.
- 24 de octubre de 1864 - Se sanciona la creación del Municipio por Ley 422, y se promulga el día siguiente.
- 25 de febrero de 1865 - Un decreto completa su evolución al fijar los límites definitivos del Partido.

El poblamiento se realizó con inmigrantes europeos, principalmente de España e Italia, y en menor medida de Francia, Irlanda y Alemania. Su desarrollo estuvo vinculado al devenir agropecuario, alcanzando su población máxima en la década de 1930.
- 10 de junio de 1934 - Se funda la Cooperativa de Luz y Fuerza Eléctrica de Rojas (CLYFER), que presta el servicio de distribución de energía eléctrica en todo el partido.

La tecnificación del campo y el auge industrial del Gran Buenos Aires entre otros factores provocó un masivo éxodo de pobladores en la década de 1940. Desde entonces el crecimiento de la población ha sido muy bajo. No obstante, en los últimos años se ha observado que la población ha crecido con una importante llegada de trabajadores golondrina provenientes del noroeste y el noreste argentino, y que optan por radicarse con sus familias de manera definitiva.

## Geografía
Rojas se encuentra en el corazón de la llanura chacopampeana, a 69 m s. n. m. Las tierras del partido son excepcionalmente fértiles, y se las considera de las mejores del mundo para el cultivo de cereales y oleaginosas.
En el partido se encuentra el río Rojas, que nace en la "Laguna La Tigra", a 30 km al norte de la ciudad de Rojas. Recibe como afluente al arroyo Saladillo de la Vuelta (formando la horqueta junto a la cual se construyó el primitivo fuerte) y desemboca en el río Salado, en el límite con el partido de Salto.
| Nombre          | Coordenadas geográficas          | Altura sobre el nivel del mar |
| --------------- | -------------------------------- | ----------------------------- |
| Rojas           | Latitud: -34,12 Longitud: -60,44 | 69 m s. n. m.                 |
| Carabelas       | Latitud: -34,03 Longitud: -60,53 | 83 m s. n. m.                 |
| Rafael Obligado | Latitud: -34,22 Longitud: -60,46 | 82 m s. n. m.                 |

## Población
Según los resultados definitivos del censo de 2022 la población del partido alcanza los 25.627 habitantes.

## Localidades del partido
Población según censo 2010.
- Rojas, 19.766 hab.
- Las Carabelas, 1.107 hab.
- Rafael Obligado, 901 hab., capital nacional de la galleta
- Los Indios, 66 hab.
- La Beba, 37 hab.
- Villa Parque Cecir, 33 hab.
- Roberto Cano, 23 hab.
- Sol de Mayo, 20 hab.

## Parajes del partido
- Guido Spano
- Hunter
- La Estrella
- 4 de Noviembre
- La Pampa
- Las Polvaredas

## Economía
Los recursos económicos que genera Rojas provienen en su inmensa mayoría de la actividad agropecuaria e industrial agroalimentaria representada por los molinos harineros. No obstante, la industria metalmecánica, especialmente la relacionada con equipos y máquinas agrícolas, tiene una reconocida incidencia.
En sus 200.000 ha de suelos argiudoles y hapludoles, distinguidos como los más ricos del mundo, se siembran soja, maíz y trigo, y en menor medida girasol, cebada cervecera, avena y maíz pisingallo.
La capacidad de almacenamiento de granos –conformada por cooperativas y acopiadores privados, así como silos en los propios campos- es ampliamente suficiente para el tratamiento adecuado de la producción de cada campaña.

## Industrias
- Almar, que produce hilados y envases de polipropileno para exportación.
- Bayer es propietaria de la Planta María Eugenia, fundada en 1994. Con una superficie de 23 hectáreas es considerada la mayor procesadora de maíz en el mundo.[5][6]Desde abril de 2025, el 50% del consumo eléctrico anual de esa planta proviene de energía renovable provista por MSU Green Energy.[7]
- Cabodi, una empresa familiar que cuenta con el molino harinero más antiguo del país, en funcionamiento desde 1853.[8]
- Cargill, dedicada al acopio y almacenamiento de granos.
- CLYFER. La cooperativa de Luz y Fuerza Eléctrica de Rojas cuenta con una planta de producción de columnas y tubos de hormigón.[9]
- Cooperativa de Carabelas y A.F.A. también ocupan un espacio importante en la actividad granaria.
- Gear es una importante empresa familiar de acopio, semillero y servicios generales para el agro, incluyendo la exportación.[10]
- Pop Argentina S.A., dedicada la producción de pochoclo.[11]

## Datos sociales
El 95% de la población cuenta con servicios de agua corriente y cloacas, mientras que el 100% dispone de electricidad. El 88% de la población habita en viviendas de categoría A (buena), el 8% habita en viviendas de categoría B (regular) y el resto en viviendas de baja categoría o C.
La tasa de analfabetismo es del 1,82%. En el Partido se encuentran numerosos establecimientos educativos primarios y secundarios, y se han instalado recientemente delegaciones de la Universidad Nacional del Litoral (con sede central en Santa Fe), de la Universidad Tecnológica Nacional y de la Universidad Nacional del Noroeste de la Provincia de Buenos Aires (con sede central en Junín).

## Gobierno
Actualmente el intendente del Partido de Rojas es Román Bouvier (Juntos por el Cambio).

### Intendentes municipales desde 1983
| Intendente            | Mandato                                            | Partido | Partido | Alianza | Alianza | Elecciones |
| --------------------- | -------------------------------------------------- | ------- | ------- | ------- | ------- | ---------- |
| Marcelo Patricio Gear | 10 de diciembre de 1983 - 10 de diciembre de 1987  |         | UCR     |         | —       | 1983       |
| Marcelo Patricio Gear | 10 de diciembre de 1987 - 10 de diciembre de 1991  | 1987    | UCR     |         | —       |            |
| Mario Gustavo Vignali | 10 de diciembre de 1991 - 10 de diciembre de 2003  |         | UCR     | 1991    | —       |            |
| Mario Gustavo Vignali | 10 de diciembre de 1995 - 10 de diciembre de 1999  | 1995    | UCR     |         | —       |            |
| Mario Gustavo Vignali | 10 de diciembre de 1999 - 10 de diciembre de 2003  |         | UCR     | Alianza | 1999    |            |
| Norberto Chano Aloé   | 10 de diciembre de 2003 - 10 de diciembre de 2007  |         | PJ      |         | —       | 2003       |
| Norberto Chano Aloé   | 10 de diciembre de 2007 - 10 de diciembre de 2009  |         | PdV     |         | FPV     | 2007       |
| Eduardo Quiri         | 10 de diciembre de 2009 - 12 de septiembre de 2011 |         | PJ      |         | FPV     | 2007       |
| Miguel Ángel Cobo     | 12 de septiembre de 2011 - 10 de diciembre de 2011 |         | PJ      |         | FPV     | 2007       |
| Martín Ángel Caso     | 10 de diciembre de 2011 - 10 de diciembre de 2015  |         | ER      |         | —       | 2011       |
| Claudio Alberto Rossi | 10 de diciembre de 2015 - 10 de diciembre de 2019  |         | UCR     |         | CBA     | 2015       |
| Claudio Alberto Rossi | 10 de diciembre de 2019 - 10 de diciembre de 2021  |         | UCR     | JxC     | 2019    |            |
| Cristian Ariel Ford   | 10 de diciembre de 2021 - 12 de junio de 2022      |         | UCR     | JxC     | 2019    |            |
| Román Luján Bouvier   | 12 de junio de 2022 - 10 de diciembre de 2023      |         | UCR     | JxC     | 2019    |            |
| Román Luján Bouvier   | 10 de diciembre de 2023 - En el cargo              | 2023    | UCR     | JxC     |         |            |

1. 1 2  Renuncia para asumir como diputado provincial.
2. ↑  Renunció al cargo.
3. ↑  En uso de licencia desde el 25 de marzo de 2022, fallece el 12 de junio.
4. ↑  Interino desde el 25 de marzo de 2022.

### Concejo Deliberante de Rojas
El Concejo Deliberante de Rojas está compuesto por 14 miembros. La siguiente lista muestra su composición para los períodos de 2021-2025 y 2023-2027.
| Concejal/Concejala  | Bloque | Bloque               | Inicio del Mandato | Fin del Mandato |
| ------------------- | ------ | -------------------- | ------------------ | --------------- |
| Diego Pérez Delbado |        | Juntos por el Cambio | 2023               | 2027            |
| María José Ojeda    |        | Juntos por el Cambio | 2023               | 2027            |
| Leonardo Véliz      |        | Juntos por el Cambio | 2023               | 2027            |
| Fernando Luciani    |        | Juntos por el Cambio | 2021               | 2025            |
| Hernán Quintana     |        | Juntos por el Cambio | 2021               | 2025            |
| Fernanda Scarano    |        | Juntos por el Cambio | 2021               | 2025            |
| Gabriela Rivas      |        | Juntos por el Cambio | 2021               | 2025            |
| Josefina Menoyo     |        | Juntos por el Cambio | 2023               | 2027            |
| Guillermo Lionetti  |        | Juntos por el Cambio | 2021               | 2025            |
| Lorena Savi         |        | Unión por la Patria  | 2023               | 2027            |
| Ricardo Bini        |        | Unión por la Patria  | 2021               | 2025            |
| Sandra Sartetelli   |        | Unión por la Patria  | 2021               | 2025            |
| Ramiro Baguear      |        | Unión por la Patria  | 2023               | 2027            |
| Facundo Raposo      |        | La Libertad Avanza   | 2023               | 2027            |